# Kasernierte Volkspolizei

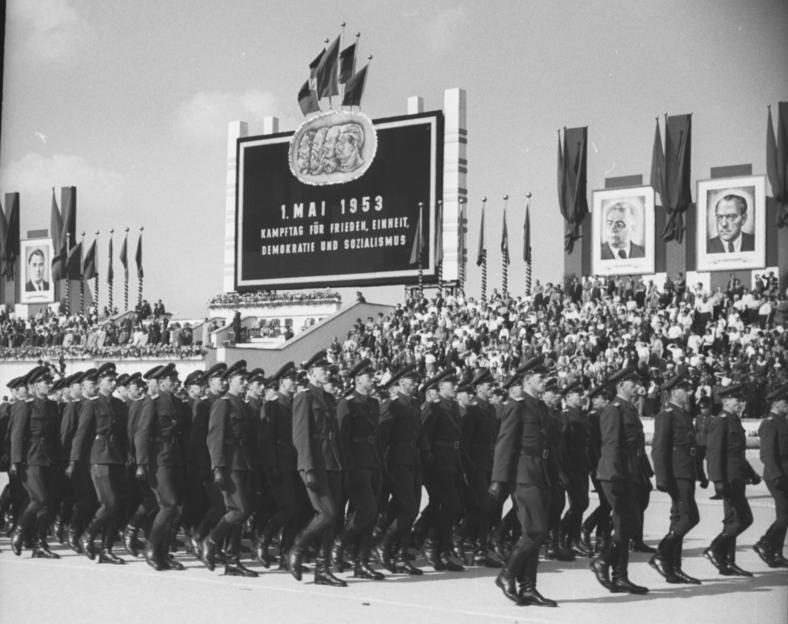
Parade der Kasernierten Volkspolizei am 1. Mai 1953, Marx-Engels-Platz

Medaille für „Treue Dienste in der KVP“ (Bronzestufe)

Die Kasernierte Volkspolizei (KVP) war der Vorläufer der Nationalen Volksarmee der DDR. Ihre Geschichte begann am 1. Juli 1952, als zunächst die Bereitschaften (Regimenter) der Hauptverwaltung Ausbildung des Ministeriums des Innern der DDR (MdI) in Divisionen  der Landstreitkräfte formiert wurden. Der Hauptstab lag anfangs in Berlin-Adlershof (Rudower Chaussee) und ab Juni 1954 in Strausberg. Die KVP-Uniform ähnelte im Schnitt der Heeresuniform der Sowjetarmee, Grundfarbe war zuerst dunkelblau, später Khaki.
Nach der Gründung der Bundeswehr wurde die rund 100.000 Mann zählende Kasernierte Volkspolizei 1956 als Nationale Volksarmee zum offiziellen Militär der DDR.

## Geschichte

### Entstehung
Im Oktober 1948 wurden auf Befehl der Sowjetischen Militäradministration (SMAD) 40 Bereitschaften der Volkspolizei mit je 250 Mann aufgestellt und kaserniert. Sie wurden der „Hauptabteilung Grenzpolizei und Bereitschaften“ (HA GP/B) in der „Deutschen Verwaltung des Innern“ (DVdI) unterstellt. Im Juli 1949 wurde die Grenzpolizei aus der HA GP/B herausgelöst und diese in „Verwaltung für Schulung“ (VfS) (Generalinspekteur Wilhelm Zaisser) umbenannt. Mit Gründung der DDR am 7. Oktober 1949 entstand aus der DVdI das Ministerium des Innern (MdI). Ab April 1950 wurde die VfS zur Hauptverwaltung Ausbildung (HVA) unter Generalinspekteur Heinz Hoffmann, zu der die Bereitschaften gehörten.
Nach der im April 1952 erlassenen Anweisung aus Moskau zum Aufbau einer regulären Armee wurde am 1. Juli 1952 auf Befehl des Ministers des Innern, Willi Stoph, aus den HVA-Bereitschaften die Kasernierte Volkspolizei gebildet. Im August 1952 nahm die Territoriale Verwaltung der KVP Pasewalk als Führungsorgan der KVP-Dienststellen für die nördliche Region der Republik (Eggesin, Prora, Prenzlau und Fünfeichen) ihre Arbeit auf. 

### Rolle während des Aufstands 1953
Ab dem Jahresende 1952 sorgte die einseitig auf Rüstung und Schwerindustrie ausgelegte Politik der DDR-Führung für eine Versorgungskrise der Bevölkerung. Dies, eine Erhöhung der Normen und weitere Faktoren führten zum Aufstand vom 17. Juni 1953, bei dem sich rund eine halbe Million Menschen am 17. Juni 1953 an Demonstrationen oder Streiks beteiligten. Die Niederschlagung des Aufstands wurde vor allem sowjetischen Truppen der Gruppe der Sowjetischen Streitkräfte in Deutschland überlassen. Der Oberbefehl für diese Operationen lag beim sowjetischen Hauptquartier in der DDR. Am ersten Tag des Aufstands war die KVP mit nur rund 8.200 Volkspolizisten im Einsatz, und ihr war im Gegensatz zur Sowjetarmee kein Schusswaffengebrauch erlaubt worden. Am Folgetag befahl die Führung der KVP in Abstimmung mit den Sowjets den Schusswaffengebrauch von Volkspolizisten gegen die eigene Bevölkerung. Bei der Niederschlagung von Demonstrationen in Leipzig, Dresden und Rostock gab es Verletzte durch Schusswaffengebrauch der KVP. In Halle erschoss die KVP eine Demonstrantin. Bis zum 23. Juni erfolgte die Inhaftierung von 2.329 Aufstandsbeteiligten durch die KVP, wobei oftmals Kasernierte Volkspolizisten in Zivil Ausspähung und Verhaftung übernahmen. Der Einsatz wurde innerhalb der DDR-Führung als in Teilen problematisch bewertet. Die Angst der hohen Offiziere, die Volkspolizisten könnten sich mit den Aufständischen solidarisieren und Befehle verweigern, bewahrheitete sich nicht, jedoch wurden große Mängel bei der Motorisierung, Einsatzvorbereitung, Nahrungsmittel- und Sanitätsversorgung sowie bei der Kommunikation festgestellt. Nach dem Aufstand wies die militärische Führung der DDR der KVP auch die innere Sicherheit als Teilaufgabe zu. Jeder Einheit wurde nun ein festgelegter Territorialbereich zugeordnet, in dem sie im Falle von Unruhen eingesetzt werden sollte. Die zivile Führung der SED reagierte auf den Aufstand mit einer Neuorientierung der Wirtschaftspolitik. Im Rahmen dieses Neuen Kurses wurden die Rüstungsanstrengungen gegenüber den Konsumgütern gedrosselt. Infolgedessen wurden die Volkspolizeikräfte um rund 24.000 Mann reduziert, jedoch unter Aussparung der Luftkomponente der Volkspolizei. Die Führung der KVP nutzte die Entlassungswelle unter anderem auch, um sich politisch unzuverlässiger Mitglieder zu entledigen.

### Übergang in die NVA
Mit der im August 1953 erfolgten Eingliederung der VP-See und der VP-Luft wurde die Verwaltungsstruktur der KVP(-Land) nochmals geändert. So gingen die bisherigen TV in der Territorialen Verwaltung Nord (bzw. TV 12) mit Sitz in Pasewalk bzw. in der Territorialen Verwaltung Süd (TV 24) mit Sitz in Leipzig auf. Darüber hinaus agierten die neu hinzugekommenen Luftverbände fortan unter der Bezeichnung Aeroklub.
Im Zuge der Dezentralisierung der Befehlsstände der bewaffneten Organe wurde der Stab der KVP im Frühjahr 1954 aus der Hauptstadt Berlin in das 35 Kilometer östlich gelegene Strausberg verlegt. Die bereits in Parow ansässige Verwaltung VP-See erfuhr zudem eine neuerliche Änderung ihres Standortes und agierte fortan von Rostock aus. Die Verlegung der Verwaltung der Aeroklubs (VdAK) war bereits im August 1953 mit Eingliederung der VP-Luft in die KVP durchgeführt worden.
Bereits vor der Gründung der NVA gab es Anfang der fünfziger Jahre den Versuch, innerhalb des Führungspersonals der KVP eine sozialistische, deutsche Militärtradition für die Streitkräfte der DDR zu schaffen. Hierbei dienten der Bauernkrieg von 1524/25 und die Befreiungskriege Preußens gegen Napoleon Bonaparte 1806 bis 1815 als Vorbilder.
Die Regierung der DDR meldete bereits 1955 die de-facto Einsatzbereitschaft der KVP zur Umwandlung in reguläre Streitkräfte der DDR. Das Zentralkomitee der KPdSU verbat sich jedoch die offizielle Regularisierung der KVP aus politischen Gründen. Diese sollte erst nach erfolgter Wiederbewaffnung Westdeutschlands erfolgen. Im Oktober 1955 formulierte Willi Stoph einen detaillierten Plan zum weiteren Ausbau der KVP. Die Gesamtstärke sollte auf rund 150.000 aufgestockt werden. Diese Kaderarmee, bei der jeder Soldat und Offizier eine Stufe über seiner aktuellen Funktion ausgebildet werden sollte, sollte die Basis für einen weiteren Ausbau des Militärs der DDR bilden. Die bestehende Hochschule für Offiziere sollte in eine Militärakademie umgewandelt werden, diese sollte bis Ende 1956 weitere 10.000 Offiziere ausbilden. Verstärkte Werbemaßnahmen für den Dienst bei der KVP sollten das Personalproblem beheben.
Im November 1955 gründete die Bundesrepublik die Bundeswehr mit der Indienststellung der ersten 101 Freiwilligen. Demgegenüber standen 100.000 Offiziere, Unteroffiziere und Soldaten der Kasernierten Volkspolizei. Die Gründung der westdeutschen Armee wurde innerhalb der KVP als Zeichen für eine Weiterentwicklung der KVP zum regulären Militär der DDR gesehen. Am Vorabend des Übergangs zur Nationalen Volksarmee sah die Führung der KVP Fortschritte in Ausbildung und Ausrüstung, bemängelte aber mangelnde Gefechtsausbildung, Nacht-, Winter- und Amphibische Kampfführung. Ein besonderes Problem war Qualität und Menge des Nachwuchses. In internen Berichten wurde ein geringer Bildungsgrad – rund ein Fünftel der Rekruten hatten keinen Grundschulabschluss – genannt. Ebenso hätte ein zu hoher Anteil der KVP-Angehörigen Verwandte in der Bundesrepublik Deutschland. Der über Freiwilligenwerbung rekrutierbare Personalpool war ebenso begrenzt und pro Jahr blieben Planstellen aufgrund Bewerbermangels unbesetzt. Bereits 1954 sind Forderungen nach der Einführung einer Wehrpflicht von hohen KVP-Offizieren dokumentiert.
Die 1955 und 1956 durchgeführten Anwerbeaktionen für die KVP wurden von der politischen Führung der SED als wenig erfolgreich betrachtet. Hierbei wurden Betrieben oder Parteiorganen feste Quoten zugeteilt, wie viele freiwillige Bewerber sie zu liefern hatten. Die Partei setzte sozialen Druck bis hin zur Entlassung oder Arbeitslosigkeit ein, um Menschen in die KVP zu zwingen. Die KVP begründete auch die Tradition des DDR-Staates, Fortkommen in Parteiorganisationen an Beteiligung an den bewaffneten Organen zu binden. Für Tausende war der drohende Dienst bei der KVP ein Grund zur Flucht über die immer noch passierbare Grenze in den Westen.
Am 18. Januar 1956 verabschiedete die Volkskammer nach Rücksprache der SED-Führung mit dem ZK der KPdSU das Gesetz „über die Schaffung der Nationalen Volksarmee und des Ministeriums für Nationale Verteidigung“. Anlässlich der Verabschiedung des Gesetzes erteilte der spätere Verteidigungsminister Willi Stoph der Einführung der Wehrpflicht öffentlich eine Absage.  Der Stab der KVP in Strausberg wurde zum Ministerium für Nationale Verteidigung der DDR (MfNV) umgewandelt.
Das MfNV verkörperte innerhalb der Nationalen Volksarmee den Militärbezirk I. Aus den Territorialen Verwaltungen Nord und Süd bildeten sich die Militärbezirke V bzw. III der Landstreitkräfte, die Verwaltungen der Aeroklubs bzw. der VP-See wurden in ihrem Aufbau den Teilstreitkräften der künftigen Armee angepasst. Die somit entstandenen Luftstreitkräfte/Luftverteidigung bzw. Seestreitkräfte bildeten die Militärbezirke II und IV.
Für die Soldaten und Offiziere der KVP änderte sich bis auf eine neue Uniform und eine erneute Vereidigung ab Februar 1956 jedoch wenig, da die bisherigen Strukturen nur unter einem anderen Etikett weiterliefen. Die Uniform der NVA unterschied sich stark von den sowjetischen Uniformen der KVP und wies starke Ähnlichkeiten zur Uniform der Wehrmacht und der Armee im Kaiserreich auf. Die Führung versprach sich von der spezifisch deutschen Uniform eine propagandistische Wirkung, sie sollte im Gegensatz zu den US-amerikanischen Vorbildern nachempfundenen Bundeswehruniformen stehen. In Teilen der KVP und der Bevölkerung der DDR stieß sie als „Faschistenuniform“ auf Ablehnung. Aufgrund von Beschaffungsproblemen erfolgte die Neuuniformierung erst nach und nach, da nicht alle Soldaten der NVA zu Beginn mit einer neuen Uniform ausgestattet werden konnten.
Die Gründung der NVA wurde von einer zentral orchestrierten Propagandakampagne der SED vorbereitet und begleitet. Betriebe und Parteiorgane verabschiedeten zustimmende Resolutionen und dem System loyale Bürger verfassten Telegramme an die SED-Führung mit der Bitte um Aufstellung einer Armee als Reaktion auf die westdeutsche Wiederbewaffnung. Interne Dokumente der SED konstatieren jedoch eine ablehnende Haltung gegenüber der ostdeutschen Wiederbewaffnung unter Intellektuellen, der Jugend und in Kirchenkreisen. Die Motive waren meist pazifistischer Natur und begründeten die Ablehnung der Armee mit der Angst vor sinkendem Lebensstandard und Angst vor der Einführung der Wehrpflicht. Vereinzelt kam es zu anonymen Flugblättern und Briefzuschriften.
Am 1. März 1956 waren diese Maßnahmen weitestgehend abgeschlossen, worauf das MfNV der DDR sowie die Verwaltungen der Militärbezirke offiziell ihre Arbeit aufnahmen. Auf Beschluss des Präsidiums des Ministerrates der DDR wurde der Gründungstag zum künftigen „Tag der Nationalen Volksarmee“ erklärt.
Nach der Überführung der letzten KVP-Einheiten in die NVA wurde die KVP am 31. Dezember 1956 als aufgelöst erklärt.

## Gliederung
- Chef der KVP: Heinz Hoffmann (1952–1955), Willi Stoph (1955–1956)
- 1. Stellvertreter: Heinrich Dollwetzel (1955–1956)
- Stabschef: Bernhard Bechler (1952–1952), Vincenz Müller (1952–1956)
- Politische Verwaltung: Rudolf Dölling (1952–1955), Friedrich Dickel (1955–1956)
- Ausbildung: Fritz Johne (1953–1954), Heinrich Dollwetzel (1954–1955), Helmut Borufka (1955–1956)
- Rückwärtige Dienste: Heinrich Heitsch (1952–1953), Walter Allenstein (1953–1956)
- Bauwesen und Unterbringung: Wilhelm Mayer (1953–1955), Rudolf Menzel (1955–1956)
- Kader: Fritz Köhn (1952–1952), Ewald Munschke (1952–1956)
- KVP-Hochschule für Offiziere: Walter Freytag (1952–1953), Wilhelm Adam (1953–1956)
- Bereitschaften

## Dokumentenbestände
Die Dokumente der KVP (87 lfm) befinden sich im Bundesarchiv-Militärarchiv in Freiburg im Breisgau.